# Арена Каріока 3
«Арена Каріока 3» (порт. Arena Carioca 3) — багатоцільовий накритий стадіон у місцевості Барра-да-Тіжука в західній зоні Ріо-де-Жанейро, Бразилія; частина Олімпійського парку Барра. У рамках Олімпійських ігор використовувався для змагань з тхеквондо та фехтування. В рамках Паралімпійських ігор тут проходитимуть змагання з дзюдо. Місткість — 10 000 осіб.
Разом з Ареною Каріока 1 та Ареною Каріока 2 складає комплекс з кількох розташованих поруч будівель, виконаних єдиним архітектурним рішенням. Розташовану поруч «Арену ду Футуру», виконану в іншому архітектурному стилі, спочатку розглядали як частину Олімпійського тренувального центру разом з Аренами Каріока (Арена Каріока 4), але потім дали їй іншу назву.
Після Олімпійських ігор арена буде спортивною Олімпійською Експериментальною школою, де зможуть займатися до 850 осіб.

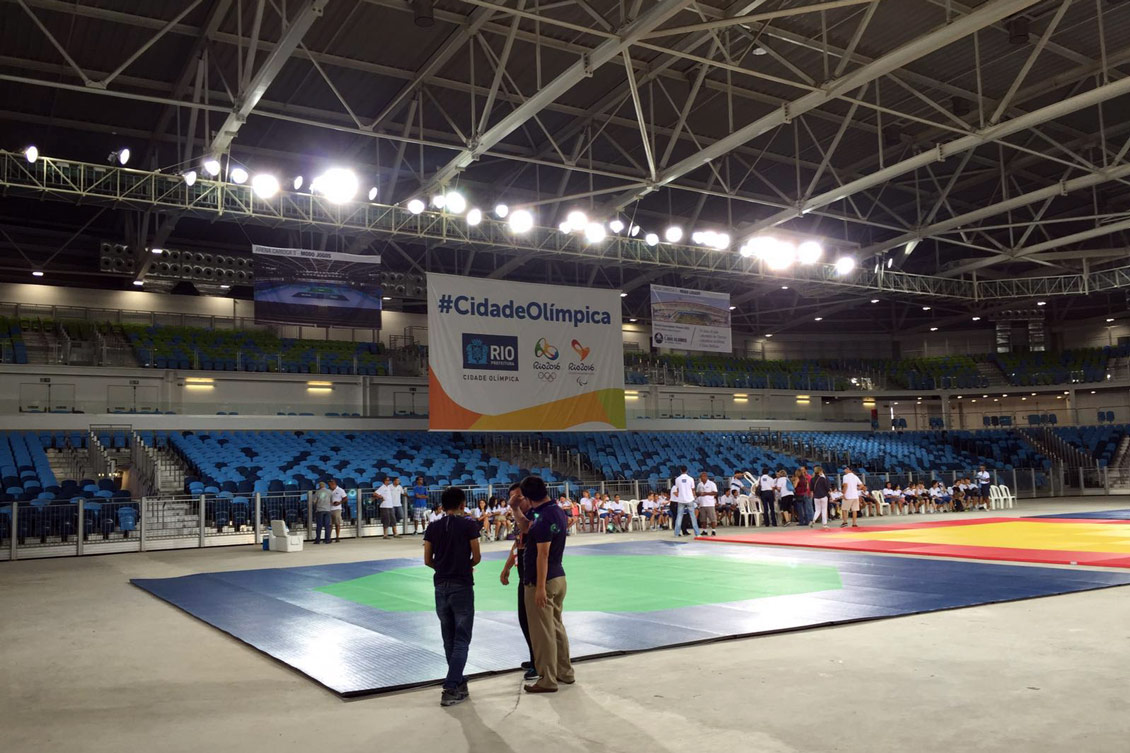
Внутрішній вигляд Арени Каріока 3